# Ciutadà Bob Roberts
Ciutadà Bob Roberts (títol original: Bob Roberts) és una pel·lícula estatunidenco-britànica dirigida per Tim Robbins, estrenada el 1992 i doblada al català. És una sàtira, que fa la crònica de l'ascens de Bob Roberts, un polític conservador que és candidat al Senat dels Estats Units. La pel·lícula és el debut com a director de Robbins, i es basa en un curt del mateix nom que presenta el mateix personatge que Robbins va fer per Saturday Night Live el 13 de desembre de 1986.

## Argument
Bob Roberts és un cantant folk que es presenta com a senador. El seu únic opositor és un periodista independent.

## Crítica
La pel·lícula crítica la societat americana capitalista liberal. Bob Roberts candidat considerat com un republicà cripto-feixista. Acusa els anys 1960 de ser la causa del problema estatunidenc, a més té el suport de les grans cadenes. El seu objectiu és de ser ric i se serveix de la música per a esdevenir popular.
Mentre que els crítics i les audiències han respost a aquesta pel·lícula relacionant el personatge de Roberts amb diverses figures polítiques, com George H. W. Bush i el Senador de Pennsylvania Rick Santorum, Robbins ha dit que la pel·lícula es referia més al sistema polític en general que a qualsevol polític determinat. A la pel·lícula Robbins no identifica clarament com era el candidat, encara que deia en una entrevista que el càsting de Gore Vidal indicava clarament que Bob Roberts no és demòcrata; El senador Brickley Paste també s'identifica en un anunci com a demòcrata; Molts comentaris de Robbins estan dirigits al paper del mitjans de comunicació en campanyes electorals. Alguns han criticat Robbins pel seu enfocament de sàtira política, dient que les seves referències a l'època de Reagan i a les protestes dels anys 60 són un anacronisme en el context dels anys 90, però d'altres l'han elogiat situant-la com una comèdia de Hollywood.

## Repartiment
- Tim Robbins: Bob Roberts
- Giancarlo Esposito: John Alijah Errors Raplin
- Alan Rickman: Lukas Hart III
- Brian Murray: Terry Manchester
- Gore Vidal: Senador Brickley Paiste
- Rebecca Jenkins: Dolores Perrigrew
- Harry J. Lennix: Franklin Dockett
- John Ottavino: Clark Anderson
- Robert Stanton: Bart Macklerooney
- Kelly Willis: Clarissa Flan
- Merrilee Dale: Polly Roberts
- Tom Atkins: Dr. Caleb Menck
- David Strathairn: Mack Laflin
- Pamela Reed: Carol Cruise
- Helen Hunt: Rose Pondell
- Peter Gallagher: Dan Riley
- Lynne Thigpen: Kelly Noble
- Bingo O'Malley: Robert Roberts, Sr.
- Kathleen Chalfant: Constance Roberts
- Jack Black: Roger Davis
- Fred Ward: Chip Daley
- Bob Balaban: Michael Janes
- John Cusack

## Nominacions
- 1993: Globus d'Or al millor actor musical o còmic